# Rabah Saâdane
Rabah Saâdane (en berbère : ⵔⴰⴱⴰⵃ ⵙⴰⵖⴷⴰⵏ, et en arabe : رابح سعدان) est un footballeur international algérien devenu ensuite entraîneur, né le 3 mai 1946 à Batna.
Surnommé par certains Algériens le « cheikh », ce qui signifie « le sage », Rabah Saadane est nommé en octobre 2007 sélectionneur de l'équipe d'Algérie de football, pour la quatrième fois (après 1984-1986, 1999 et 2003-2004). Il a été notamment à l'origine de deux premières coupes du monde disputées par l'Algérie (en 1986 et 2010).
Saâdane a été désigné comme le meilleur entraîneur africain de tous les temps par la Convention Internationale du Sport Africaine (CISA) lors de sa 6e édition qui s'est tenue à Bamako, Mali. Il a été décrit par la convention comme étant le seul entraîneur dans le monde à avoir qualifié une équipe à quatre Coupe du monde de la FIFA, dont une dans le niveau junior,.
Rabah Saâdane a dirigé le plus grand nombre de matches (72 seul ou accompagné) pendant toute sa carrière d'entraineur de l'Équipe d'Algérie de football. Il compte une sélection en équipe nationale en 1971.

## Carrière

### Footballeur
Durant sa carrière de footballeur, Rabah Saâdane joue dans plusieurs clubs en Algérie. Il joue notamment au MSP Batna, son premier club (dont il intègre l'équipe senior alors qu'il n'a que 17 ans), au MO Constantine, à la JS El Biar puis à l'USM Blida. À la suite d'un accident de voiture, il doit arrêter prématurément sa carrière de footballeur à l'âge de 27 ans et décide de se consacrer à l'encadrement.

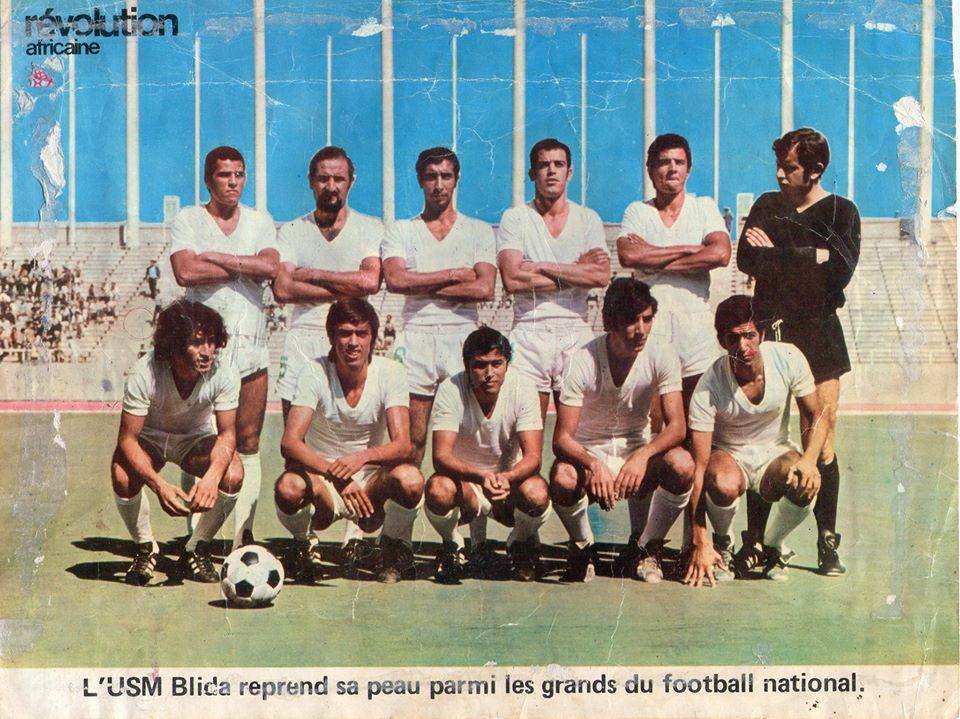
Rabah Saâdane avec l'équipe de l'USMB en 1973

Contrairement à ce qui est parfois affirmé quant à un passage au Stade rennais, il ne joue jamais en France au cours de sa carrière.

### Entraîneur
Pour sa première expérience en tant qu'entraîneur adjoint aux côtés de Abdelhamid Kermali. Ils sont les premiers algériens à mener une sélection nationale à une compétition mondiale, lorsqu'ils qualifient en 1979 les juniors à la coupe du monde des moins de 20 ans au Japon. Les Algériens atteignent les quarts de finale, où ils tombent lourdement sur l'Argentine de Diego Maradona, qui remporte à cette occasion sa première Coupe du monde. L'année suivante, il est à la tête de l'équipe d’Algérie pour la première participation de son histoire au tournoi de football aux jeux olympiques de 1980 qui se qualifie pour les quarts de finale, où elle est éliminée par la Yougoslavie.
Il intègre alors le staff de l'équipe nationale en vue de la coupe du monde de 1982, à laquelle il participe comme membre de l'encadrement technique. Malgré ses victoires sur la RFA et le Chili, l'Algérie est éliminée en phase de poule à l'issue du « match de la honte », qui voit la victoire arrangée des Allemands sur les Autrichiens.
Il quitte son poste à l'issue de la compétition, mais est rappelé fin 1984 en remplacement de Mahieddine Khalef en vue des qualifications pour la Coupe du monde de 1986, que l'Algérie remporte de nouveau. Incapable de battre l'Irlande du Nord puis défaits par le Brésil et lors de la 3e rencontre, il déserte de son propre chef et sans aviser personne. Il prend l'avion et regagne Alger, le jour du match Algérie - Espagne, perdu 3 à 0 – une tache noire que certains destructeurs du football national essayent de cacher au public algérien. Il  a laissé l’équipe d’Algérie sans entraîneur lors de cet événement mondial et les Algériens sont éliminés avant les huitièmes de finale, à la grande déception du pays qui fait porter la responsabilité de l'échec au sélectionneur.
Saâdane s'exile et entraîne notamment le Raja Club Athletic, au Maroc, avec lequel il remporte la coupe des clubs champions africains en 1989, face aux algériens du MC Oran. Quelques années plus tard, il entraîne l'Étoile sportive du Sahel en Tunisie.

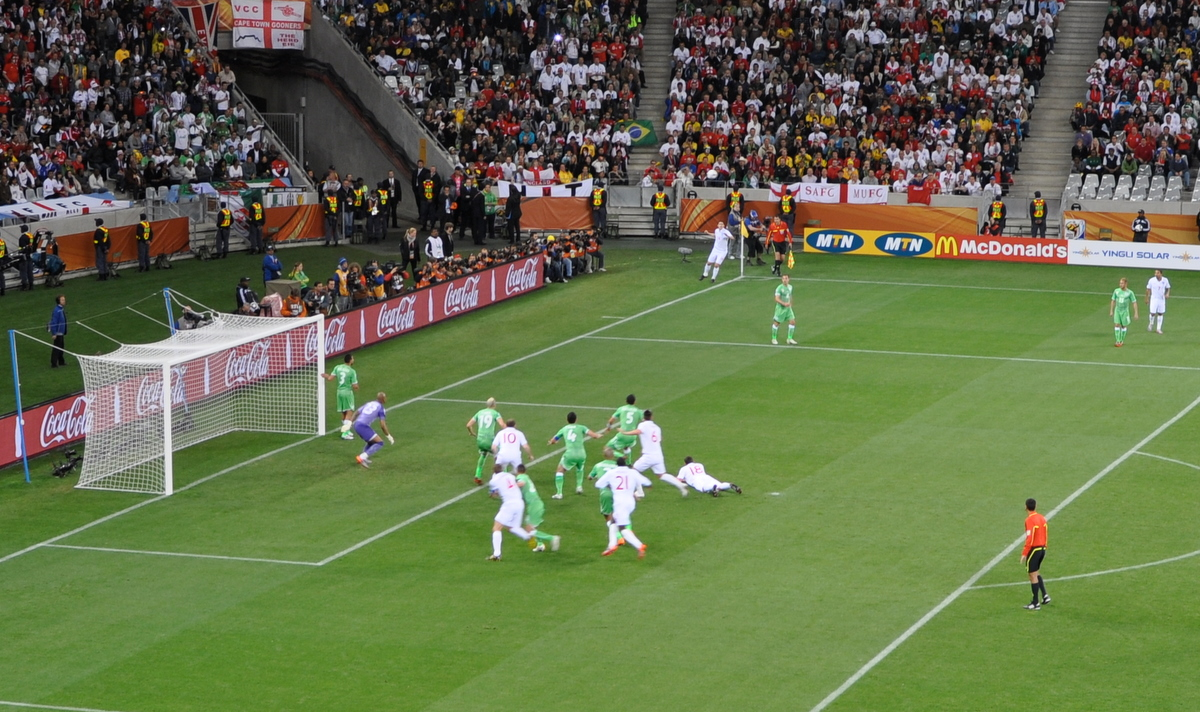
Équipe d'Algérie lors de la coupe du monde 2010

En 1999, il est rappelé sur le banc de l'équipe nationale d'Algérie le temps d'un match des éliminatoires de la Coupe d'Afrique des nations 2000. En juillet 2003, la fédération fait de nouveau appel à lui pour la coupe d'Afrique des nations de 2004. Il qualifie les Algériens pour la phase finale, qui sont éliminés finalement de justesse en quart de finale par les Marocains (1-3 a.p.).
Après une brève expérience comme sélectionneur du Yémen, il est nommé entraîneur de l'Entente sportive de Sétif, avec qui il remporte la Ligue des champions arabes en 2007, une première pour ce club.
En octobre 2007, il est rappelé comme sélectionneur de l'équipe d'Algérie de football en remplacement de Jean-Michel Cavalli, limogé après l'élimination de la sélection algérienne de la course à la CAN 2008. Le 6 septembre 2009, grâce à une victoire sur la Zambie (1-0), il qualifie l'Algérie à la CAN 2010, principal objectif qui lui était fixé. Quelques semaines plus tard, le 18 novembre 2009, il qualifie l'Algérie pour le Mondial 2010 en battant l'Égypte (1-0) au cours d'un match d'appui disputé au Soudan. En janvier 2010, cette même équipe d'Égypte balaie l'Algérie en demi-finale de la CAN (4-0).
Saadane conserve son poste malgré la désillusion de la Coupe du monde 2010, mais démissionne le 4 septembre à la suite d'un mauvais début des éliminatoires de la CAN 2012, le batnéen aura néanmoins ramené les fennecs en demi-finale de la CAN 2010, ce qui n'était pas arrivé depuis 1990 (année ou ils avaient gagné à domicile) et surtout au mondial de cette même année, une première depuis 24 ans..
En septembre 2010, démissionnaire de son poste, l'ex sélectionneur de l'équipe nationale algérienne, Rabah Saâdane est engagé par Canal+ Sport en tant que consultant pour commenter les grandes compétitions maghrébines. : « ça me fait plaisir d'appartenir à cette famille de Canal+ composée d'anciens grands joueurs. Je me sens très à l'aise, d'autant que je maitrise bien la langue française et aussi mon métier sur le double plan méthodologique que technique. Cela va m'aider à faire passer le message aux téléspectateurs et aux techniciens ».
En décembre 2013, il est nommé entraineur de l'Entente sportive de Sétif, Il débute, pour son premier match, avec une victoire à l'extérieur. Saadane déclare à l'issue de la rencontre, « On a fait 1 bon match c’était un derby mais on l'a gagné ».
| No | Date              | Stade, Ville, Pays                                        | Adversaire           | Score          | Comp | Buteurs algériens                                            |
| -- | ----------------- | --------------------------------------------------------- | -------------------- | -------------- | ---- | ------------------------------------------------------------ |
| 1  | 28 décembre 1984  | Stade Félix Houphouët-Boigny Abidjan, Côte d’Ivoire       | Ghana                | 2 - 1          | A    | Yahi 30e                                                     |
| 2  | 30 décembre 1984  | Stade Félix Houphouët-Boigny Abidjan, Côte d’Ivoire       | Tunisie              | 3 - 1          | A    | Jefjef 25e 60e, Yahi 75e                                     |
| 3  | 1er janvier 1985  | Stade Félix-Houphouët-Boigny Abidjan, Côte d'Ivoire       | Côte d'Ivoire        | 1 - 1          | A    | Menad 60e                                                    |
| 4  | 8 mars 1985       | Stade du 5 Juillet 1962 Alger, Algérie                    | Mauritanie           | 4 - 0          | QCAN | Belloumi 6e (pen.), Bouiche 27e, Amadou 58e (csc), Menad 68e |
| 5  | 13 mars 1985      | Stade du 1re novembre 1954 Batna, Algérie                 | Allemagne de l'Est   | 1 - 1          | A    | Yahi 60e                                                     |
| 6  | 22 mars 1985      | Stade olympique Nouakchott, Mauritanie                    | Mauritanie           | 1 - 1          | QCAN | Bouiche 43e                                                  |
| 7  | 31 mars 1985      | Luanda Stadio Luanda, Angola                              | Angola               | 0 - 0          | QCM  |                                                              |
| 8  | 19 avril 1985     | Stade du 5 Juillet 1962 Alger, Algérie                    | Angola               | 3 - 2          | QCM  | Mansouri 14e, Menad 42e, Bouiche 66e                         |
| 9  | 1er mai 1985      | Stade olympique d'El Menzah Tunis, Tunisie                | Tunisie              | 1 - 0          | A    |                                                              |
| 10 | 13 juillet 1985   | Stade du 5 Juillet 1962 Alger, Algérie                    | Zambie               | 2 - 0          | QCM  | Bensaoula 25e, Madjer 84e                                    |
| 11 | 28 juillet 1985   | Stade de l'Indépendance Lusaka, Zambie                    | Zambie               | 0 - 1          | QCM  | Bensaoula 76e                                                |
| 12 | 4 août 1985       | Nyayo National Stadium Nairobi, Kenya                     | Kenya                | 0 - 0          | QCAN |                                                              |
| 13 | 18 août 1985      | Stade du 5 Juillet 1962 Alger, Algérie                    | Kenya                | 3 - 0          | QCAN | Benkhalidi 16e 72e, Madjer 75e                               |
| 14 | 6 octobre 1985    | Stade olympique d'El Menzah Tunis, Tunisie                | Tunisie              | 1 - 4          | QCM  | Madjer 23e, Menad 44e 89e, Kaci Said 66e                     |
| 15 | 18 octobre 1985   | Stade du 5 Juillet 1962 Alger, Algérie                    | Tunisie              | 3 - 0          | QCM  | Madjer 8e, Menad 34e, Yahi 78e                               |
| 16 | 7 décembre 1985   | Estadio Azteca Mexico, Mexique                            | Mexique              | 0 - 2          | A    |                                                              |
| 17 | 11 décembre 1985  | Estadio Tecnológico Monterrey, Mexique                    | Hongrie              | 1 - 3          | A    | Bentayeb 52e                                                 |
| 18 | 13 décembre 1985  | Stade Neza 86 Nezahualcóyotl (ville), Mexique             | Corée du Sud         | 0 - 2          | A    |                                                              |
| 19 | 17 février 1986   | Prince Mohamed bin Fahd Stadium Dammam, Arabie saoudite   | Arabie saoudite      | 0 - 0          | A    |                                                              |
| 20 | 21 février 1986   | Prince Mohamed bin Fahd Stadium Dammam, Arabie saoudite   | Arabie saoudite      | 1 - 1          | A    | Bouiche 81e                                                  |
| 21 | 25 février 1986   | Stade du 5 Juillet 1962 Alger, Algérie                    | Mozambique           | 4 - 1          | A    | Menad 1re, Zidane , Maroc 11e, Guendouz 40e                  |
| 22 | 8 mars 1986       | Alexandria Stadium Alexandrie, Égypte                     | Maroc                | 0 - 0          | CAN  |                                                              |
| 23 | 11 mars 1986      | Alexandria Stadium Alexandrie, Égypte                     | Zambie               | 0 - 0          | CAN  |                                                              |
| 24 | 14 mars 1986      | Alexandria Stadium Alexandrie, Égypte                     | Cameroun             | 2 - 3          | CAN  | Madjer 61e, Maroc 73e                                        |
| 25 | 6 mai 1986        | Stade des Charmilles Genève, Suisse                       | Suisse               | 2 - 0          | A    |                                                              |
| 26 | 3 juin 1986       | Estadio Tres de Marzo Guadalajara, Mexique                | Irlande du Nord      | 1 - 1          | CM   | Zidane 59e                                                   |
| 27 | 6 juin 1986       | Estadio Jalisco Guadalajara, Mexique                      | Brésil               | 0 - 1          | CM   |                                                              |
| 28 | 12 juin 1986      | Estadio Tecnológico Monterrey, Mexique                    | Espagne              | 0 - 3          | CM   |                                                              |
| 29 | 28 février 1999   | Samuel Kanyon Doe Sports Complex Monrovia, Liberia        | Liberia              | 1 - 1          | QCAN | Saïfi 69e                                                    |
| 30 | 4 septembre 2003  | Stade Paul Audrain Dinard, France                         | Qatar                | 1 - 0          | A    | Cherrad 26e                                                  |
| 31 | 24 septembre 2003 | stade du 5-Juillet-1962 Alger, Algérie                    | Gabon                | 2 - 2 4 - 3tab | A    | Fellahi 51e, Achiou 59e                                      |
| 32 | 26 septembre 2003 | stade du 5-Juillet-1962 Alger, Algérie                    | Burkina Faso         | 0 - 0 4 - 3tab | A    |                                                              |
| 33 | 11 octobre 2003   | Stade Général Seyni Kountché Niamey, Niger                | Niger                | 0 - 1          | QCM  | Boutabout 62e                                                |
| 34 | 14 novembre 2003  | stade du 5-Juillet-1962 Alger, Algérie                    | Niger                | 6 - 0          | QCM  | Cherrad 15e 21e, Boutabout 30e 71e, Mamouni 44e, Akrour 81e  |
| 35 | 15 janvier 2004   | Stade du 5 juillet 1962 Alger, Algérie                    | Mali                 | 0 - 2          | A    |                                                              |
| 36 | 25 janvier 2004   | Stade olympique de Sousse Sousse, Tunisie                 | Cameroun             | 1 - 1          | CAN  | Zafour 52e                                                   |
| 37 | 29 janvier 2004   | Stade olympique de Sousse Sousse, Tunisie                 | Égypte               | 2 - 1          | CAN  | Mamouni 13e, Achiou 86e                                      |
| 38 | 3 février 2004    | Stade olympique de Sousse Sousse, Tunisie                 | Zimbabwe             | 1 - 2          | CAN  | Achiou 73e                                                   |
| 39 | 8 février 2004    | Stade Taïeb-Mehiri Sfax, Tunisie                          | Maroc                | 1 - 3          | CAN  | Cherrad 84e                                                  |
| 40 | 27 novembre 2007  | Stade Robert Diochon Rouen, France                        | Mali                 | 3-2            | A    | Bouazza 40e, Ghilas 73e, Belhadj 88e                         |
| 41 | 26 mars 2008      | Stade Maurice Bacquet Goussainville, France               | RD Congo             | 1-1            | A    | Ghilas 90e (pen.)                                            |
| 42 | 31 mai 2008       | Stade Léopold Sédar Senghor Dakar, Sénégal                | Sénégal              | 1-0            | QCM  |                                                              |
| 43 | 6 juin 2008       | Stade Mustapha-Tchaker Blida, Algérie                     | Liberia              | 3-0            | QCM  | Djebbour 15e, Ziani 18e 47e (pen.)                           |
| 44 | 14 juin 2008      | Stadium de Bakau Banjul, Gambie                           | Gambie               | 1-0            | QCM  |                                                              |
| 45 | 20 juin 2008      | Stade Mustapha-Tchaker Blida, Algérie                     | Gambie               | 1-0            | QCM  | Yahia 33e                                                    |
| 46 | 20 août 2008      | Stade Ferdi Petit Le Touquet-Paris-Plage, France          | Émirats arabes unis  | 1-0            | A    | Bezzaz 8e                                                    |
| 47 | 5 septembre 2008  | Stade Mustapha-Tchaker Blida, Algérie                     | Sénégal              | 3-2            | QCM  | Bezzaz 60e,Saïfi 67e,Yahia 73e                               |
| 48 | 11 octobre 2008   | Samuel Kanyon Doe Sports Complex Monrovia, Liberia        | Liberia              | 0-0            | QCM  |                                                              |
| 49 | 18 novembre 2008  | Stade Robert Diochon Rouen, France                        | Mali                 | 1-1            | A    | Abdeslam 90e                                                 |
| 50 | 11 février 2009   | Stade Mustapha-Tchaker Blida, Algérie                     | Bénin                | 2-1            | A    | Ghezzal 36e, Ghilas 43e                                      |
| 51 | 28 mars 2009      | Stade Amahoro Kigali, Rwanda                              | Rwanda               | 0-0            | QCM  | -                                                            |
| 52 | 7 juin 2009       | Stade Mustapha-Tchaker Blida, Algérie                     | Égypte               | 3-1            | QCM  | Matmour 60e, Ghezzal 63e, Djebbour 78e                       |
| 53 | 20 juin 2009      | Stade Chililabombwe Lusaka, Zambie                        | Zambie               | 2-0            | QCM  | Bougherra 21e, Saïfi 66e                                     |
| 54 | 12 août 2009      | Stade du 5-Juillet-1962 Alger, Algérie                    | Uruguay              | 1-0            | A    | Djebbour 79e                                                 |
| 55 | 6 septembre 2009  | Stade Mustapha-Tchaker Blida, Algérie                     | Zambie               | 1-0            | QCM  | Saïfi 53e                                                    |
| 56 | 11 octobre 2009   | Stade Mustapha-Tchaker Blida, Algérie                     | Rwanda               | 3-1            | QCM  | Ghezzal 22e, Belhadj 45+1e, Ziani 90+2e (pen.)               |
| 57 | 14 novembre 2009  | Stade international du Caire Le Caire, Égypte             | Égypte               | 2-0            | QCM  |                                                              |
| 58 | 18 novembre 2009  | Al Merreikh Stadium Omdurman, Soudan                      | Égypte               | 1-0            | QCM  | Yahia 40e                                                    |
| 59 | 11 janvier 2010   | Stade du 11 novembre Luanda, Angola                       | Malawi               | 0-3            | CAN  |                                                              |
| 60 | 14 janvier 2010   | Stade du 11 novembre Luanda, Angola                       | Mali                 | 1-0            | CAN  | Halliche 42e                                                 |
| 61 | 18 janvier 2010   | Stade du 11 novembre Luanda, Angola                       | Angola               | 0-0            | CAN  |                                                              |
| 62 | 24 janvier 2010   | Stade de Chiazi Cabinda, Angola                           | Côte d'Ivoire        | 3-2            | CAN  | Matmour 40e, Bougherra 90+2e, Hameur Bouazza 93e             |
| 63 | 28 janvier 2010   | Stade de Ombaka Benguela, Angola                          | Égypte               | 0-4            | CAN  |                                                              |
| 64 | 30 janvier 2010   | Stade de Ombaka Benguela, Angola                          | Nigeria              | 0-1            | CAN  |                                                              |
| 65 | 3 mars 2010       | Stade du 5 juillet 1962 Alger, Algérie                    | Serbie               | 3-0            | A    |                                                              |
| 66 | 28 mai 2010       | RDS Arena Dublin, Irlande                                 | République d'Irlande | 0-3            | A    |                                                              |
| 67 | 5 juin 2010       | Playmobil-Stadion Fürth, Allemagne                        | Émirats arabes unis  | 1-0            | A    | Ziani 51e (pen.)                                             |
| 68 | 13 juin 2010      | Peter Mokaba Stadium Polokwane, Afrique du Sud            | Slovénie             | 0-1            | CM   |                                                              |
| 69 | 18 juin 2010      | Nelson Mandela Bay Stadium Port Elizabeth, Afrique du Sud | Angleterre           | 0-0            | CM   |                                                              |
| 70 | 23 juin 2010      | Peter Mokaba Stadium Polokwane, Afrique du Sud            | États-Unis           | 0-1            | CM   |                                                              |
| 71 | 11 août 2010      | Stade du 5 juillet 1962 Alger, Algérie                    | Gabon                | 2-1            | A    | Djebbour 80e                                                 |
| 72 | 3 septembre 2010  | Stade_Mustapha-Tchaker Blida, Algérie                     | Tanzanie             | 1-1            | QCAN | Guedioura 45e                                                |

### Dirigeant
Le 18 octobre 2017, il est nommé DTN.

### En Club
- Raja Club Athletic 
  - Vainqueur de la Ligue des Champions de la CAF en 1989

- ES Sahel :
  - Vice-champion de Tunisie
  - Finaliste de la Coupe de Tunisie en 1994
- ES Sétif :
  - Vainqueur de la Ligue des Champions arabes en 2007
  - Championnat d'Algérie en 2007
  - Finaliste de la Supercoupe d'Algérie en 2014

### En sélection
- participation à la Coupe du monde des moins de 20 ans 1979

- qualification pour la Coupe du monde 1982 (co-entraîneur)

- qualification pour la Coupe du monde 1986

- qualification a la CAN 2000 au Ghana/Nigéria

- qualification a la CAN 2004 en Tunisie

- qualification pour la Coupe du monde 2010 et demi-finaliste CAN 2010